# Selles (Eure)
Selles è un comune francese di 430 abitanti situato nel dipartimento dell'Eure nella regione della Normandia.

## Società

### Evoluzione demografica

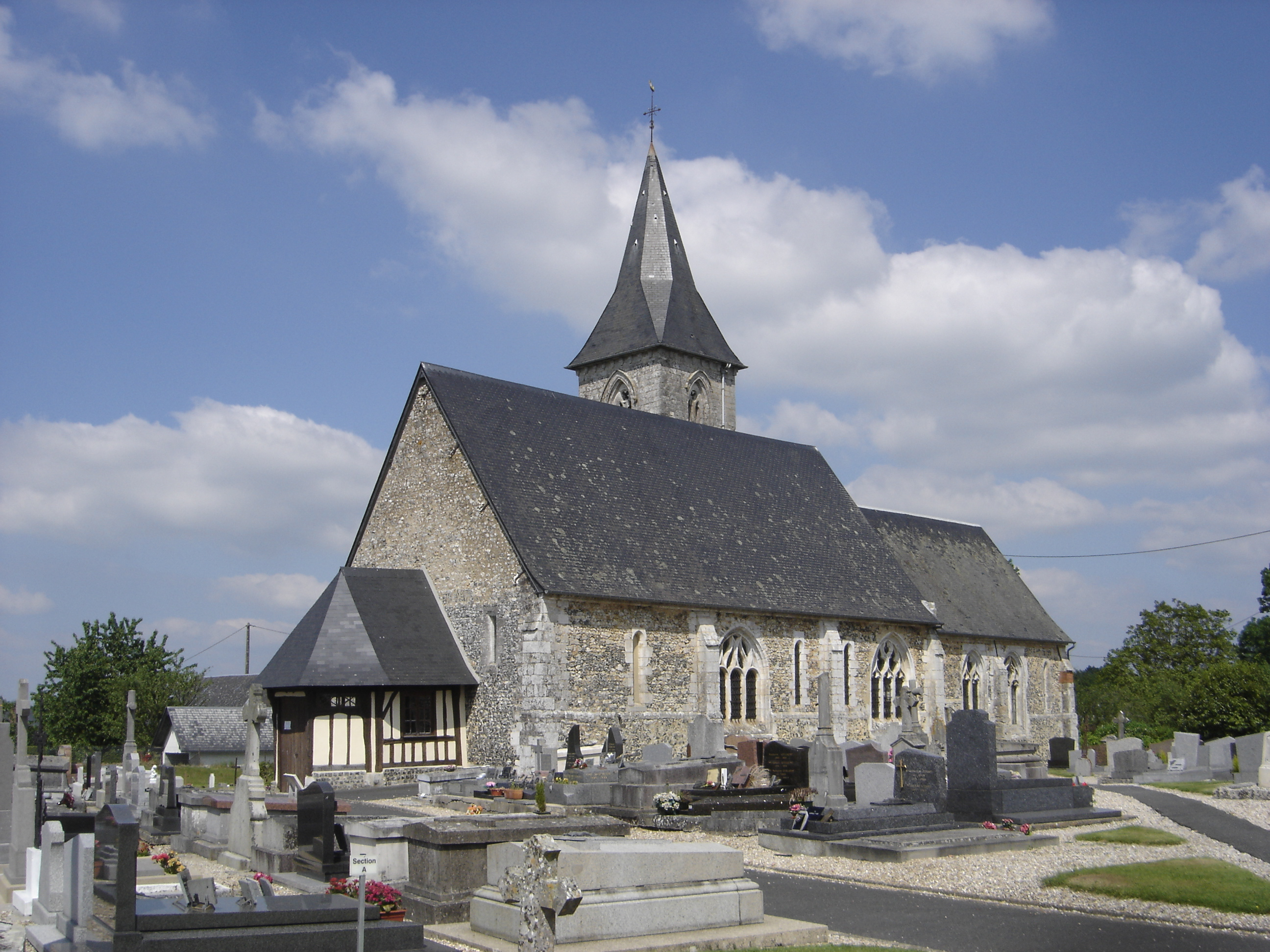
La chiesa di Selles

Abitanti censiti